# خودنگاره به مناسبت ۶مین سال ازدواج
خودنگاره به مناسبت ۶مین سال ازدواج (German: Selbstbildnis am 6. Hochzeitstag) اثر نقاش آلمانی پائولا مودرزون-بکر، یکی از مهم‌ترین اکسپرسیونیست‌های اولیه، از زمان اقامتش در پاریس در سال ۱۹۰۶ است.

## نقاشی
خودنگاره به مناسبت ۶مین سال ازدواج در پاریس نقاشی شد. او در فوریه ۱۹۰۶ از وورپسوده در نزدیکی برمن در آلمان نقل مکان کرد. مودرزون بکر تصمیم گرفته بود همسرش و وورپسوده را برای همیشه ترک کند و خود را کاملاً وقف هنر کند. این پرتره در بهار نقاشی شده‌است. او در مقابل بیننده به راست چرخانده شده و با نگاهی جستجوگر و پرسش کننده بیننده را تماشا می‌کند. پارچه ای سفید روی لگنش است. بالاتنه او برهنه است و بر گردن گردنبند کهربایی آویخته‌است.
هنگامی که پائولا مودرزون-بکر این سلف پرتره را کشید، همان‌طور که در تصویر نشان داده شده بود، باردار نبود.
پائولا مودرزون-بکر تابستان ۱۹۰۶ در پاریس، خودنگاره برهنه دیگری را نقاشی کرد، اکنون در Kunstmuseum Basel در سوئیس قرار دراد. تا آنجا که ما می‌دانیم، این نقاشی‌های برهنه در طول زندگی او برای افراد بیگانه نشان داده نشد، اما پس از مرگ وی در نوامبر ۱۹۰۷ شناخته شد.

## اصل و نسب
این تابلو در سال ۱۹۰۸ متعلق به مادر پائولا مودرزون-بکر بود. تا سال ۱۹۱۶ متعلق به دخترش تیل مودرزون بود و به برنارد هوتگر در ورپس وده قرض داده شد. در سال ۱۹۲۷، توسط لودویگ روزلیوس به پائولا بکر-مدرسون-هاوس در برمن، آلمان قرض داده شد. این اثر در سال ۱۹۸۸ خریداری شد و امروزه در موزه موزه پائولا مودرزون-بکر در برمن، اولین موزه ای که به یک هنرمند زن اختصاص داده شده‌است، قرار دارد.